# Pachycraerus elegans
Pachycraerus elegans är en skalbaggsart som beskrevs av Lewis 1894. Pachycraerus elegans ingår i släktet Pachycraerus och familjen stumpbaggar. Inga underarter finns listade i Catalogue of Life.